# NGC 719
NGC 719 is een lensvormig sterrenstelsel in het sterrenbeeld Ram. Het hemelobject werd op 24 november 1861 ontdekt door de Duits-Deense astronoom Heinrich Louis d'Arrest.

## Synoniemen
- IC 1744
- PGC 7019
- UGC 1360
- MCG 3-5-26
- ZWG 460.40
- NPM1G +19.0077